# (36302) 2000 JX33
2000 JX33 (asteroide 36302) é um asteroide da cintura principal. Possui uma excentricidade de 0.09692790 e uma inclinação de 3.95509º.
Este asteroide foi descoberto no dia 7 de maio de 2000 por LINEAR em Socorro.